# Itthon vagyunk
Az Itthon vagyunk a Romantikus Erőszak együttes 2002-es rock-albuma.

## Számok listája
1. Itthon Vagyunk
2. Üzlet
3. Régi Rege
4. Ha Eljön Az Idő
5. Talán Majd Egyszer
6. Rossz Napok
7. Magyarok Madara
8. Ezer Év
9. Trianont Ledöntjük
10. Megyek Tovább